# Афонсу Пена (аэропорт)
Международный аэропорт Афонсу Пена (порт. Aeroporto Internacional Afonso Pena) также известен под названием Международный аэропорт Куритиба (порт. Aéroport international de Curitiba), (Код ИАТА: CWB) — главный аэропорт города Куритиба, Бразилия, расположенный в смежном муниципалитете Сан-Жозе-дус-Пиньяйс. Назван в честь Афонсу Пена, шестого президента Бразилии.
В 2009 году аэропорт занимал 10-е место по пассажирообороту, 8-е с точки зрения эксплуатаций самолёта, и 9-й с точки зрения перевозки груза, обработанного в Бразилии. Входит в список самых загруженных аэропортов в стране. Обслуживается компанией Infraero.

## История
Аэропорт был построен министерством военно-воздушных сил Бразилии в сотрудничестве с армией Соединённых Штатов во время Второй мировой войны. Его строительство было закончено только в 1945 году.
Оригинальный пассажирский терминал использовался до 1959 года, когда был построен совершенно новый терминал. Этот второй терминал сегодня используется для грузовых операций. В 1996 году был построен существующий пассажирский терминал.
Главная проблема аэропорта — непостоянные погодные условия области, особенно туман в утренние часы в зимний период. Также существует проблема с вспомогательной взлётно-посадочной полосой 11/29, которая слишком небольшая и состоит из старого оборудования. Есть также планы модернизировать взлётно-посадочную полосу 15/33 системой КГС (категория III).
Главная взлётно-посадочная полоса была удлинена в 2008 году, чтобы позволить грузовым рейсам работать с большими грузами, а также был модернизирован грузовой терминал.
Терминал составляет 26 000 м², имеет 6 телескопических трапов, пропускная способность аэропорта 4,5 миллионов пассажиров в год. Имеется 800 мест для парковки. Комплекс аэропорта включает небольшой музей, игровой центр и торговый ряд с 60 магазинами в главном терминале.

## Авиапроисшествия и инциденты
- 16 июня 1958: авиакомпания Serviços Aéreos Cruzeiro do Sul, воздушный лайнер Convair 440-59 регистрация PP-CEP, летевший из аэропорта Эрсилиу Лус (Hercílio Luz), Флорианополис в международный аэропорт Афонсу Пена, выполнял процедуру подхода, чтобы посадить самолёт в Куритибе. Самолёт спустился и ударился о землю. Из 26 пассажиров и членов экипажа на борту, 21 человек погиб.
- 3 ноября 1967: авиакомпания Transbrasil, британский турбовинтовой пассажирский самолёт Handley Page Dart Herald регистрация СТР-SDJ, летящий из аэропорта Конгоньяс/Сан-Паулу в Афонсу Пена, столкнулись с холмом во время спуска, чтобы приземлиться в Куритибе. Все члены экипажа и 21 пассажир погибли, 4 пассажира выжили.

## Будущие разработки
31 августа 2009 года Infraero представил план модернизации международного аэропорта Афонсо Пена, сосредоточившись на приготовлениях к чемпионату мира по футболу 2014 года, который будет проходить в Бразилии. Завершение планируется в марте 2011 года.